# Eupithecia violetta
Eupithecia violetta är en fjärilsart som beskrevs av W. Warren 1906. Eupithecia violetta ingår i släktet Eupithecia och familjen mätare. Inga underarter finns listade i Catalogue of Life.